# Erin King
Pour les articles homonymes, voir King.

a Compétitions nationales et continentales officielles uniquement.

b Matchs officiels uniquement.
Dernière mise à jour le 18 avril 2025.
Erin King, née le 21 octobre 2003 à Sydney (Australie), est une joueuse internationale irlandaise de rugby à XV et internationale de rugby à sept. Elle évolue au poste de troisième ligne aile à XV et porte les couleurs du Old Belvedere RFC. Elle joue également avec les Wolfhounds en Celtic Challenge.

## Biographie

### Jeunesse et formation
Née le 21 octobre 2003, Erin King grandit au sein d'une famille qui voyage beaucoup. Elle voit ainsi le jour à Sydney en Australie puis vit successivement à Dubaï (où elle débute la pratique du rugby à XV) et Doha. Elle est adolescente quand sa famille rentre en Irlande, à Wicklow. Elle pratique alors le rugby à XV au Naas RFC (en). À seulement quinze ans, elle est sélectionnée avec l'équipe des moins de 18 ans du Leinster. Elle est ensuite appelée avec l'équipe nationale des moins de 18 ans, juste avant que la pandémie de Covid-19 ne mette toutes les compétitions sportives à l'arrêt. C'est à ce moment qu'elle rejoint le Old Belvedere RFC. 

### Éclosion à sept
Détectée par la Fédération irlandaise de rugby à XV, elle est contactée pour intégrer le programme national de rugby à sept. À partir de janvier 2021, elle s'y consacre entièrement afin de participer aux Jeux olympiques de Paris. Le destin veut qu'elle fasse ses débuts au tournoi de Dubaï, compétition qu'elle va voir quand elle est enfant. Elle est membre de l'équipe d'Irlande qui remporte sa première médaille d'argent en série mondiale, à Séville en 2022. Les Irlandaises se classent septièmes à la Coupe du monde.[réf. nécessaire]
Erin King participe au tournoi de rugby à sept aux Jeux olympiques de Paris, où l'Irlande termine à la huitième place.[réf. nécessaire] Elle y devient momentanément une célébrité mondiale à la suite d'un porté spectaculaire sur sa coéquipière Emily Lane, dont les images font le tour du monde et des réseaux sociaux.

### 2024, retour au XV
Les Jeux terminés, elle repasse à XV et est appelée pour renforcer l'équipe nationale qui prépare le WXV 2024. Elle fait ses débuts internationaux le 14 septembre contre l'Australie à Ravenhill, puis participe aux trois rencontres du WXV.[réf. nécessaire] En fin d'année, Erin King est nommée révélation de l'année lors des prix World Rugby. Cette saison-là, elle est sélectionnée pour jouer le Celtic Challenge avec les Wolfhounds qui conservent leur titre,. Elle est ensuite sélectionnée pour le Tournoi des Six Nations 2025 : elle se blesse au genou lors de la troisième journée contre l'Angleterre et doit être opérée. Elle est forfait pour le reste du Tournoi mais aussi pour la Coupe du monde.

## Palmarès

### Rugby à sept
- Deuxième du Tournoi de Séville en 2022.
- Troisième du Tournoi de Vancouver en 2022.

### Rugby à XV
- Vainqueur du Celtic Challenge en 2025.

### Distinctions
- Élue Révélation de l'année aux prix World Rugby en 2024.